# Willian Gama
Willian Patrick Gama Olivera (Uruguayana, Río Grande del Sur, Brasil, 30 de junio de 2000) es un futbolista brasileño nacionalizado chileno. Juega de delantero en Deportes Linares de la Segunda División de Chile.

## Trayectoria
A los nueve años llegó a San Felipe, Chile, para luego pasar a las divisiones inferiores del Santiago Wanderers de Valparaíso. Durante 2017 firmaría su primer contrato como profesional y a principios de 2018 sería subido oficialmente al primer equipo para afrontar la Primera B y la Copa Libertadores siendo inscrito en ambos torneos.
Su debut oficial se daría en la séptima fecha de la Primera B 2018 donde ingresaría en los últimos minutos por Reiner Castro en la victoria de su equipo frente a Unión San Felipe.

## Selección nacional
Fue parte de la Selección de fútbol sub-15 de Chile pero vería interrumpida su participación por no conseguir aún la nacionalización, también fue internacional con la Selección de fútbol sub-17 de Chile con la cual disputó el Campeonato Sudamericano de Fútbol Sub-17 de 2017 realizado en Chile donde su equipo consiguió la clasificación a la Copa Mundial de Fútbol Sub-17 de 2017, competencia donde también participaría jugando en dos partidos ya que su equipo solo lograría disputar la primera fase.

### Participaciones en Copas del Mundo
| Mundial                | Sede  | Resultado    | Partidos | Goles |
| ---------------------- | ----- | ------------ | -------- | ----- |
| Mundial Sub-17 de 2017 | India | Primera fase | 2        | 0     |

## Estadísticas

### Clubes
| Club                       | Div.       | Temporada  | Liga  | Liga  | Copas nacionales | Copas nacionales | Torneos internacionales | Torneos internacionales | Total | Total | Media goleadora |
| Club                       | Div.       | Temporada  | Part. | Goles | Part.            | Goles            | Part.                   | Goles                   | Part. | Goles | Media goleadora |
| -------------------------- | ---------- | ---------- | ----- | ----- | ---------------- | ---------------- | ----------------------- | ----------------------- | ----- | ----- | --------------- |
| Santiago Wanderers · Chile | 2.ª        | 2018       | 4     | 0     | 2                | 0                | —                       | —                       | 6     | 0     | 0.00            |
| Santiago Wanderers · Chile | 2.ª        | 2019       | 11    | 0     | 1                | 0                | —                       | —                       | 12    | 0     | 0.00            |
| Santiago Wanderers · Chile | 1.ª        | 2020       | —     | —     | —                | —                | —                       | —                       | 0     | 0     | 0.00            |
| Santiago Wanderers · Chile | 1.ª        | 2021       | 1     | 1     | 0                | 0                | —                       | —                       | 1     | 1     | 0.00            |
| Santiago Wanderers · Chile | Total club | Total club | 16    | 1     | 3                | 0                | 0                       | 0                       | 19    | 1     | 0.05            |
| Total club                 | Total club | Total club | 16    | 1     | 3                | 0                | 0                       | 0                       | 19    | 1     | 0.05            |
| 1. 2.                      |            |            |       |       |                  |                  |                         |                         |       |       |                 |

### Resumen estadístico
| Competición               | Partidos | Goles | Promedio |
| ------------------------- | -------- | ----- | -------- |
| Primera División          | 1        | 0     | 0.00     |
| Primera B                 | 15       | 0     | 0.00     |
| Copa Chile                | 3        | 0     | 0.00     |
| Selección de Chile Sub-17 | 7        | 0     | 0.00     |
| Total                     | 26       | 0     | 0.00     |

## Palmarés

### Títulos nacionales
| Título           | Club               | País  | Año  |
| ---------------- | ------------------ | ----- | ---- |
| Primera B        | Santiago Wanderers | Chile | 2019 |
| Segunda División | Deportes Limache   | Chile | 2023 |